# Eclipse (Pink Floyd)
Eclipse is een nummer van Pink Floyd. Het is afkomstig van hun album The Dark Side of the Moon. Eclipse is het laatste nummer van dat album en besluit met de muzikale equivalent van een wegstervende hartslag. Daarmee is het muzikaal het spiegelbeeld van het openingsnummer Speak to Me, dat begint met een steeds luider wordende hartslag. De overeenkomst tussen begin en eind van het album is nog opvallender. Speak to Me wordt vaak op compact discs gekoppeld aan het daarop volgende nummer Breathe. Eclipse wordt soms ten onrechte gekoppeld aan Brain Damage, het voorafgaande nummer.
Eclipse was de werktitel voor het gehele album. De band was er namelijk niet zeker van dat ze het album wilde uitbrengen onder The Dark Side of the Moon. Tijdens het proces van componeren bracht een andere Britse muziekgroep Medicine Head in 1972 al een album onder die titel. De geschiedenis is achteraf duidelijk. Pink Floyds plaat ging miljoenen keren over de toonbank, die van Medicine Head nauwelijks.
Aan het eind is op de achtergrond een fragment te horen van Ticket to Ride van The Beatles.
De laatste song op het album dient als climax en heeft een luide herhalende melodie die opbouwt en dan eindigt met een zeer rustig coda. Op het moment dat de voornaamste muziek eindigt rond 1:30 is het geluid te horen van een hartslag uit de eerste track (Speak to Me) in 9/8 maatsoort, die langzaam naar stilte afneemt.
De song bestaat uit een zich herhalend patroon van vier akkoorden: D, D/C, B♭ maj7 en A7 sus 4 (oplossend in A7). Het arrangement kent echter variaties. David Gilmour nam twee sporen op met daarop een ritmisch arpeggio's spelende gitaar: een in open positie (losse snaren) en een veel hoger akkoord rond de tiende fret. De lagere gitaar speelt de losse G- en E-snaar gedurende het B♭maj7 akkoord, wat neerkomt op een toegevoegde sext (6) plus een dissonerende verhoogde kwart (+4). Deze twee toevoegingen worden echter consonant (lossen op) zodra ze doorlopen in het erop volgende A7 akkoord. Het viertal achtergrondzangeressen variëren hun partij door in volume te fluctueren en door stukken van de tekst te echoën, waardoor de opbouw versterkt wordt. In de laatste herhaling van het patroon leidt het B♭maj7 akkoord direct naar een climax op het D-akkoord, wat een helder effect geeft, dat doet denken aan de Picardische terts (omdat de f uit het B♭maj7 akkoord plots naar een fis in het D groot akkoord schuift).
Waters legde later uit waar het nummer, de slotzin en eigenlijk het gehele album over gaat:

"I don't see it as a riddle. The album uses the sun and the moon as symbols; the light and the dark; the good and the bad; the life force as opposed to the death force. I think it's a very simple statement saying that all the good things life can offer are there for us to grasp, but that the influence of some dark force in our natures prevents us from seizing them. The song addresses the listener and says that if you, the listener, are affected by that force, and if that force is a worry to you, well I feel exactly the same too. The line 'I'll see you on the dark side of the moon' is me speaking to the listener, saying, 'I know you have these bad feelings and impulses because I do too, and one of the ways I can make direct contact with you is to share with you the fact that I feel bad sometimes."  
In later tijd werd Eclipse gebruikt bij de ruimtereis in 2004 van de onbemande Opportunity (MER) naar Mars. Het betrof hier niet de Maan, maar Phobos, maan behorende bij die planeet.  In 2012 was het te horen als afsluiting van de Olympische Zomerspelen van 2012.
Speak to Me ·
Breathe ·
On the Run ·
Time ·
The Great Gig in the Sky ·
Money ·
Us and Them ·
Any Colour You Like ·
Brain Damage ·
Eclipse